# Gregg Hurwitz
Gregg Andrew Hurwitz (* 10. srpna 1973 San Francisco) je americký spisovatel a scenárista, autor románů, thrillerů, povídek, komiksů, poezie, článků, recenzí a literárních statí. Publikoval také četné akademické články o Shakespearovi.

## Život a dílo
Vyrostl v San Francisco Bay Area, v roce 1995 dokončil bakalářské studium angličtiny a psychologie na Harvardově univerzitě a v roce 1996 absolvoval magisterské studium Shakespearovy tragédie na Trinity College v Oxfordu.
Vyučoval tvůrčí psaní na katedře angličtiny Jihokalifornské univerzity, působil jako profesor na Kalifornské univerzitě v Los Angeles a na Harvardově univerzitě. Přednášel na amerických i mimo amerických univerzitách. Je členem International Thriller Writers
Jeho romány získaly řadu literárních cen, například byl nominován v roce 2008 Britskou asociací spisovatelů na CWA Ian Fleming Steel Dagger za knihu See You. Je autorem především detektivních románů a thrillerů. Známá je jeho série, která začala knihou z roku 2016 Orphan X (Sirotek X). Jeho romány se dostaly do užšího výběru pro udělení ceny International Thriller Writers (ITW) za nejlepší román roku. Asociace amerických knihkupců označila knihu Orphan X  také za román roku. Na román Orphan X  získal práva Brad Weston's Makeready a plánuje adaptaci pro televizní seriál.
Napsal několik scénářů k filmům, například The Book of Henry (Henryho deník) z roku 2017, Sweet Girl  z roku 2021. Psal také pro televizi, spolupracoval v letech 2010-2011 na scénáři seriálu V a seriálu z roku 2016 Queen of the South (Královna jihu). Adaptoval knihu Joba Warricka Black Flags: The Rise of ISIS. Je autorem několika komiksových sérií, Batman: The Dark Knight , Wolverine, Punisher a Foolkiller.